# Das Fräulein von Scuderi (film 1955)
Das Fräulein von Scuderi è un film del 1955 diretto da Eugen York

## Produzione
Il film fu prodotto dalla Deutsche Film (DEFA) e dalla svedese Pandora-Film Stockholm.

## Distribuzione
Nella DDR, il film fu distribuito dalla VEB Progress Film-Vertrieb, mentre l'Austria Filmverleih lo distribuì nella Germania Ovest. Fu presentato in prima a Berlino Est al Defa-Filmtheater Kastanienallee il 29 luglio 1955.